# Субботин, Валентин Васильевич
Валентин Васильевич Субботин (1928—2004) — полковник Советской Армии, участник подавления Венгерского восстания 1956 года, Герой Советского Союза (1956).

## Биография
Валентин Субботин родился 26 декабря 1928 года в городе Лубны (ныне — Полтавская область Украины) в рабочей семье. В июле 1946 года он был призван на службу в Советскую Армию. В том же году Субботин окончил артиллерийскую спецшколу в Киеве, в 1949 году — артиллерийское училище в Хабаровске. В 1949—1952 годах он был командиром взвода артиллерийской батареи артиллерийского полка отдельной стрелковой бригады, затем командовал артиллерийским взводом отдельного стрелкового батальона Приволжского военного округа. С ноября 1952 года Субботин служил в советских частях на территории Румынии. К октябрю 1956 года капитан Валентин Субботин командовал артиллерийской батареей 1195-го артиллерийского полка 33-й гвардейской механизированной дивизии Отдельной механизированной армии. Отличился в ходе подавления Венгерского восстания.

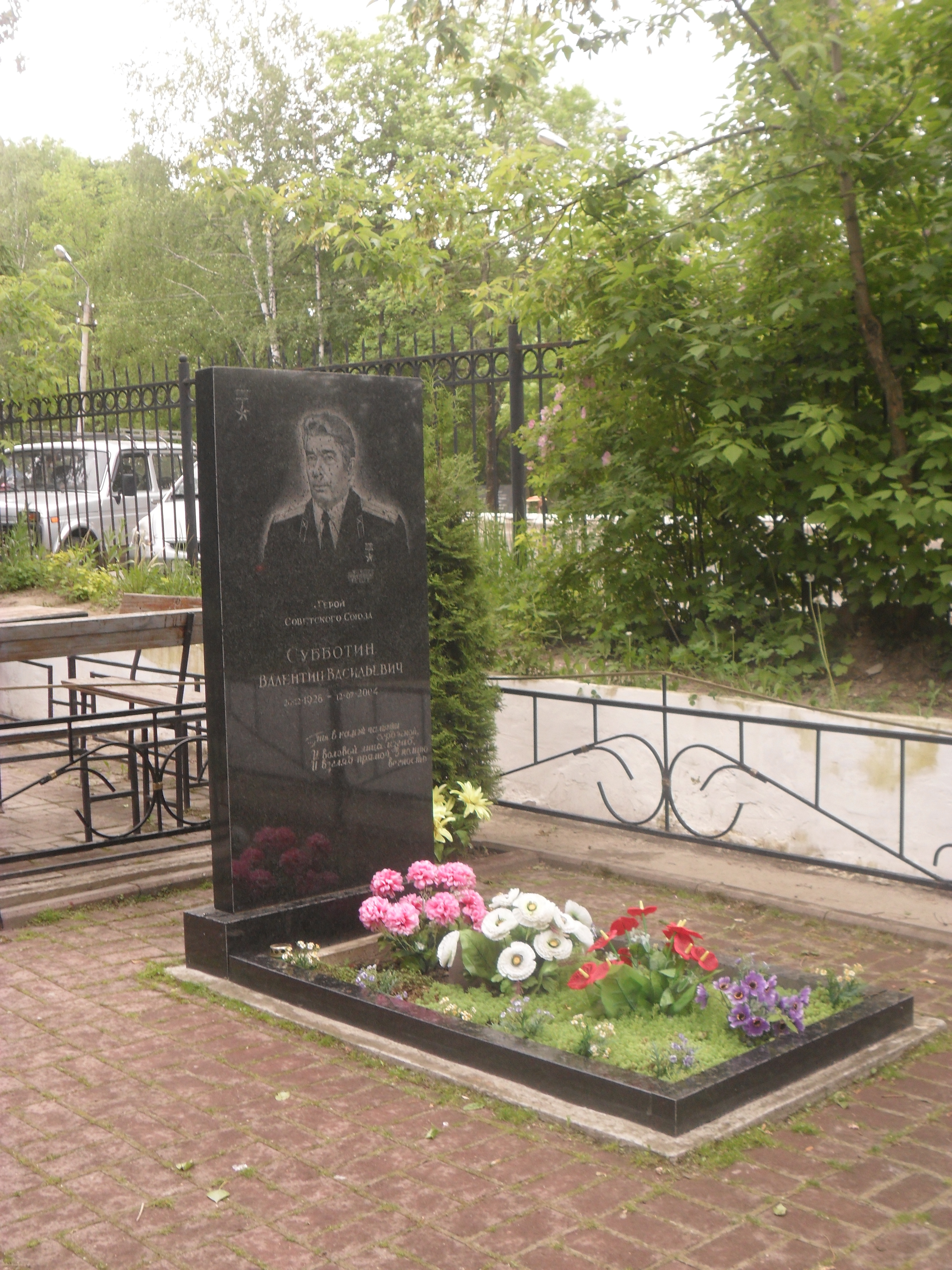
Могила Субботина на Братском кладбище Смоленска

Во время одного из боёв с венгерскими повстанцами в Будапеште, Субботин атаковал вражеский опорный пункт. Бронетранспортёр, в котором находилось его подразделение, был подбит, но сам Субботин, возглавив группу из 25 солдат, не прекратил атаку и ворвался в занятый противником дом, выбив его оттуда. В течение 17 часов группа вела неравный бой с повстанцами. В критический момент боя Субботин вызвал артиллерийский огонь на себя, обеспечив успешное выполнение поставленной перед ним боевой задачи. Впоследствии Субботин вывел свою группу из окружения и организовал успешный штурм ещё одного опорного пункта повстанцев.
Указом Президиума Верховного Совета СССР от 18 декабря 1956 года за «мужество и отвагу, проявленные при выполнении воинского долга» капитан Валентин Субботин был удостоен высокого звания Героя Советского Союза с вручением ордена Ленина и медали «Золотая Звезда» за номером 10811.
Служил в Забайкальском военном округе. С августа 1958 года Субботин командовал батальоном школы подготовки сержантов на полигоне Плесецк. С ноября 1959 года он был начальником штаба группы № 3 этого полигона, а с февраля 1960 года — начальником группы № 1. В 1962 году Субботин окончил Высшие академические курсы при Военной академии имени Дзержинского, после чего продолжал службу на полигоне Плесецк, закончив службу в должности начальника отдела планирования и обеспечения опытно-испытательских и научно-исследовательских работ 4-го управления штаба полигона. В 1976 году в звании полковника Субботин был уволен в запас. Проживал в городе Луцке Волынской области Украинской ССР, работал заместителем директора Луцкой меланжевой фабрики по кадрам. С 1991 года Субботин проживал в Смоленске, участвовал в общественной работе.
Умер 12 июля 2004 года, похоронен на Братском кладбище Смоленска.
Был также награждён рядом медалей.